# الاحضور (ريمة)

تعديل مصدري - تعديل

قرية سافع هي إحدى قرى عزلة بني يعفر الواقعة ضمن
مديرية مزهر التابعة لمحافظة ريمة،
بلغ تعداد سكانها (1139) نسمة حسب تعداد اليمن لعام 2004.

## المحلات التابعة للقرية
| - الموغدي - شوبيل - السهلة - العبنه - حنيش - المعطانه - القتال - القاعدة - جدد - السد - الرحبة - المغربه - الحبس - الكرفه - دفران | - الجربه - النقيل - يعقوبه - المرجح - القرن - المحشه - المكاريت - المغاريب - القبسي - المطعونه - الصدقة - جزه - المناخ - سريره - الججره |

## روابط خارجية
- الدليل الشامــل